# 大村鄉 (台灣)
23°59′36″N 120°32′42″E / 23.9934°N 120.5450793°E
大村鄉（白話字：Tāi-chhoan Hiong／Tōa-chng Hiong），舊稱「大庄」，位於臺灣彰化縣中部偏東北，行政區域輪廓東西寬，南北窄，產業以第一級產業為主，第二級產業為輔，為彰化巨峰葡萄著名產地之一。近年，隨著員林都市範圍擴大，使得大村鄉逐漸成為員林市的衛星城市。

## 歷史沿革
相傳約於康熙末年，大村居民之祖先由大陸福建省漳、泉二府來臺定居著手開拓，繁衍子孫，以賴、黃、游、吳等姓氏居多，其他姓氏居次。而賴姓是大村鄉第一大姓。
根據考據，雍正元年（1723年）清廷將臺灣割自虎尾溪以北、大甲溪以南，置彰化縣治，縣轄十六堡，劃分半線，燕霧上下堡，大村為燕霧下堡大庄區。
日治時代初期，即明治30年（1897年）11月，在台灣設置官署，劃分員林辦務署第三區所轄，嗣於明治32年（1899年）1月改隸為北斗辦務署，定名為大庄區，初設署區長；明治34年（1901年）4月改制為彰化廳員林支廳大庄區，明治43年（1910年）再改隸為台中廳員林支廳大庄區，大正9年（1920年）10月1日地方制度改正為台中州員林郡大村庄。
戰後，大村鄉初編為台中縣，置縣於員林，稱為台中縣員林區大村鄉，民國39年（1950年）10月臺灣省縣市行政區域調整，劃為彰化縣大村鄉。

## 地理

### 地形
大村鄉位於彰化縣中部偏東，彰化平原中央偏東位置。北毗秀水、花壇兩鄉，西鄰溪湖鎮、埔鹽鄉，東以八卦山與芬園鄉為界，南接員林市、埔心鄉。行政區域呈東西寬、南北窄扁平狀地幅，東西寬約10.8公里，南北長約3.78公里，面積約為30.7837平方公里:58。全鄉地勢略呈東南高西北低，海拔最高點位於大村、花壇、芬園三鄉交界處的南風寮聚落西南方約200公尺處，海拔高度約為250公尺，最低點位於大村、埔鹽、秀水三鄉交界處的員林大排附近，海拔高度約為12.5公尺:69。
大村鄉分為兩個地形區，一為西部的彰化隆起海岸平原地區，一為東部的八卦臺地地區，兩地區大致以縣道137號為界。彰化隆起海岸平原，為清水隆起海岸平原向南延伸的部分，北起烏溪，南迄東螺溪，受到八卦臺地走向的影響而呈北狹南寬，約有40公里長:69。鄉內平原地區東側山腳路沿線一帶，海拔高度約為25至30公尺，向西至大崙村西側一帶，為12至13公尺，北部大橋、茄苳兩村一帶，介於15至16公尺之間，整體地形平坦，地勢高低變化較小:69－70。八卦臺地介於濁水溪與大肚溪之間，南北長約32公里，東西兩側分別與臺中盆地、彰化隆起海岸平原相鄰，南北兩端較寬，中間較窄，地勢呈西陡東緩，最高處位於社頭鄉、南投縣南投市、名間鄉三地交界處的橫山（標高443公尺）。鄉內臺地地區主要位於縣道139號以西一帶，包括平和、福興、黃厝等3村，坡度較陡:70。

### 氣候
大村鄉位處北回歸線以北，屬副熱帶氣候:70。夏季受到西南季風、對流雨及颱風的影響，雨量豐富，冬季則因東北季風受到雪山山脈及中央山脈的阻擋，呈現乾旱:70－71。年平均溫度約為攝氏23.3度，月平均最高為7月的28.6度，最低為1月的16.6度:71－72。

### 人口
根據彰化縣員林戶政事務所統計，2024年底大村鄉戶數約1.3萬戶，人口約3.9萬人，人口密度每平方公里約1,282人，在全臺灣所有鄉中人口密度排行第七高。鄉內人口最多與最少的村分別是大村村與新興村，2024年底兩村人口分別為4,605人與1,313人。
大村鄉主要姓氏為賴、黃、吳、游為最主，其他姓氏居次，1949年調查時境內各村多為一姓村或主姓村。過去賴姓超過五成，2017年時在冠夫姓少、人口移動後約兩成五。而在年齡構成中，2024年底大村鄉的0至14歲人口佔比10.71%，15至64歲人口佔比72.11%，65歲以上人口則佔比17.17%，是彰化縣青壯年人口佔比最高的行政區。

## 政治

### 歷任首長
| 屆次 | 姓名   | 任期                          | 黨籍       | 備註                               |
| ---- | ------ | ----------------------------- | ---------- | ---------------------------------- |
| 1    | 賴披沙 | 1946年1月1日-1951年7月1日     |            | 官派                               |
| 2    | 賴披沙 | 1951年7月1日-1953年6月30日    |            | 首任民選                           |
| 3    | 賴披沙 | 1953年7月1日-1956年6月30日    |            |                                    |
| 4    | 賴定春 | 1956年7月1日-1959年12月31日   |            |                                    |
| 5    | 賴維漢 | 1960年1月1日-1963年12月31日   |            |                                    |
| 6    | 賴定春 | 1964年1月1日-1968年2月28日    |            |                                    |
| 7    | 賴嘉勇 | 1968年3月1日-1973年3月31日    |            |                                    |
| 8    | 賴凔燦 | 1973年4月1日-1977年12月30日   |            |                                    |
| 9    | 賴凔燦 | 1977年12月31日-1982年2月28日  |            |                                    |
| 10   | 賴必偕 | 1982年3月1日-1986年2月28日    |            |                                    |
| 11   | 賴宗炘 | 1986年3月1日-1990年2月28日    | 中國國民黨 |                                    |
| 12   | 賴宗炘 | 1990年3月1日-1994年2月28日    | 中國國民黨 | 卸任,當選國大代表                  |
| 13   | 賴錫卿 | 1994年3月1日-1998年2月28日    |            |                                    |
| 14   | 賴錫卿 | 1998年3月1日-2002年2月28日    | 民主進步黨 |                                    |
| 15   | 賴炳輝 | 2002年3月1日-2006年2月28日    | 無黨籍     |                                    |
| 16   | 賴炳輝 | 2006年3月1日-2010年2月28日    | 中國國民黨 | 黃勝發 游勝府代理。卸任,當選縣議員 |
| 17   | 張良   | 2010年3月1日-2014年12月24日   | 無黨籍     | 首位非賴姓的鄉長。                 |
| 18   | 游盛   | 2014年12月25日-2018年12月24日 | 中國國民黨 | 原為鄉民代表、代表會主席           |
| 19   | 游盛   | 2018年12月25日-2022年12月24日 | 中國國民黨 |                                    |
| 20   | 賴志銘 | 2022年12月25日-迄今           | 無黨籍     | 原為鄉民代表                       |

### 鄉政組織
大村鄉公所是大村鄉最高層級的地方行政機關，在中華民國政府架構中為鄉自治的行政機關，同時負責執行縣政府及中央機關委辦事項，大村鄉的自治監督機關為彰化縣政府。鄉長由全體鄉民直接選舉產生，任期為四年，可連選連任一次。大村鄉公所並置鄉政會議，為鄉政最高決策機構，在鄉長之下，設有6課3室等9個內部單位及4個附屬機關。
大村鄉民代表會是大村鄉的民意機關，代表大村鄉全體鄉民立法和監督鄉政。鄉民代表由公民直選選出，任期為四年，可連選連任。大村鄉民代表會共有11位鄉民代表，分別為第一選區4席鄉民代表、第二選區1席鄉民代表、第三選區代表3席鄉民代表、第四選區代表3席鄉民代表，主席、副主席由11位鄉代表互選產生。

### 警政治安
- 彰化縣警察局員林分局
  - 大村分駐所
  - 村上派出所

### 行政區
現今大村鄉行政範圍的確立，來自於1920年，日本將臺灣十二廳改為五州二廳，設大村庄屬臺中州員林郡:183。大村庄轄大村、茄苳林、擺塘、大崙、加錫、蓮花池、過溝、黃厝、埤子頭等9個大字:183、184。1946年1月，改為「大村鄉」，屬臺中縣員林區:186。1950年調整行政區域並裁撤區署，大村鄉改隸新成立的彰化縣:186－187。大村鄉的行政區劃轄有大村村、茄苳村、南勢村、田洋村、新興村、過溝村、美港村、平和村、貢旗村、加錫村、村上村、大橋村、大崙村、擺塘村、黃厝村、福興村，共計16個村:186。

## 文化

### 古蹟、歷史建築、古碑
縣定古蹟：賴景祿公祠、武魁新厝、大村貢旗兄弟同榜
歷史建築：賴氏旗杆群、大村五通宮。
古碑：嚴禁棍徒侵墾牛埔碑：乾隆十九年(1754年)由彰化縣知縣劉辰駿所立之告示，位於大智路老人活動中心旁百姓公祠後方。

## 教育

### 大專院校
- 私立大葉大學

### 國民中學
- 彰化縣立大村國民中學

### 國民小學
- 彰化縣大村鄉大村國民小學：創立於1908年
- 彰化縣大村鄉村上國民小學
- 彰化縣大村鄉大西國民小學
- 彰化縣大村鄉村東國民小學
- 彰化縣大村鄉愛因斯坦實驗小學

## 醫療
- 員林郭醫院-大村分院

## 交通

### 鐵路
臺灣鐵路公司
- 縱貫線：大村車站

### 公路
- 國道一號（中山高速公路）（員林大排平面道路，中華民國國道國道一號埔鹽系統交流道北上匝道範圍）
  - 埔鹽系統交流道（207，連接台76線）
- 台1線(南起員林市員林大道以北，北迄過溝橋，此路段為大村鄉境
- 台76線（東西向快速公路 漢寶－草屯線）
  - 埔鹽系統交流道（15，連接國道一號）
- 縣道137號：花壇鄉－大村鄉－員林市（山腳路，過三家春起往南就是大村鄉平和村,到了黃厝村再進入員林市）
- 縣道139號：芬園鄉－大村鄉－員林市(大致上以此道路,與芬園鄉為界)
- 縣道144號：埔鹽鄉－大村鄉－埔心鄉（員林大排平面道路，國道一號埔鹽系統交流道北上匝道範圍）
- 縣道146號：溪湖鎮－埔心鄉－大村鄉（經連絡東西向快速道路彰61線起，即五通宮廣場起往東都是大村鄉境）

## 旅遊
- 大庄慈雲寺
- 田洋城隍廟
- 大村慈聖宮
- 大橋頭慈鳳宮（南瑤宮老四媽）
- 大村茄苳福林宮(發財金)
- 天蓬元帥發財宮
- 大崙源聖宮
- 淑女祠
- 大村牡丹慈鳳宮 (港口黑面三媽)
- 台大觀光蘭園
- 大村觀光果園
- 台豐高爾夫球場
- 芯園休閒農場
- 劍門生態花果園區
- 雙心池塘
- 農業部臺中區農業改良場
- 櫻花歐洲村

### 老樹

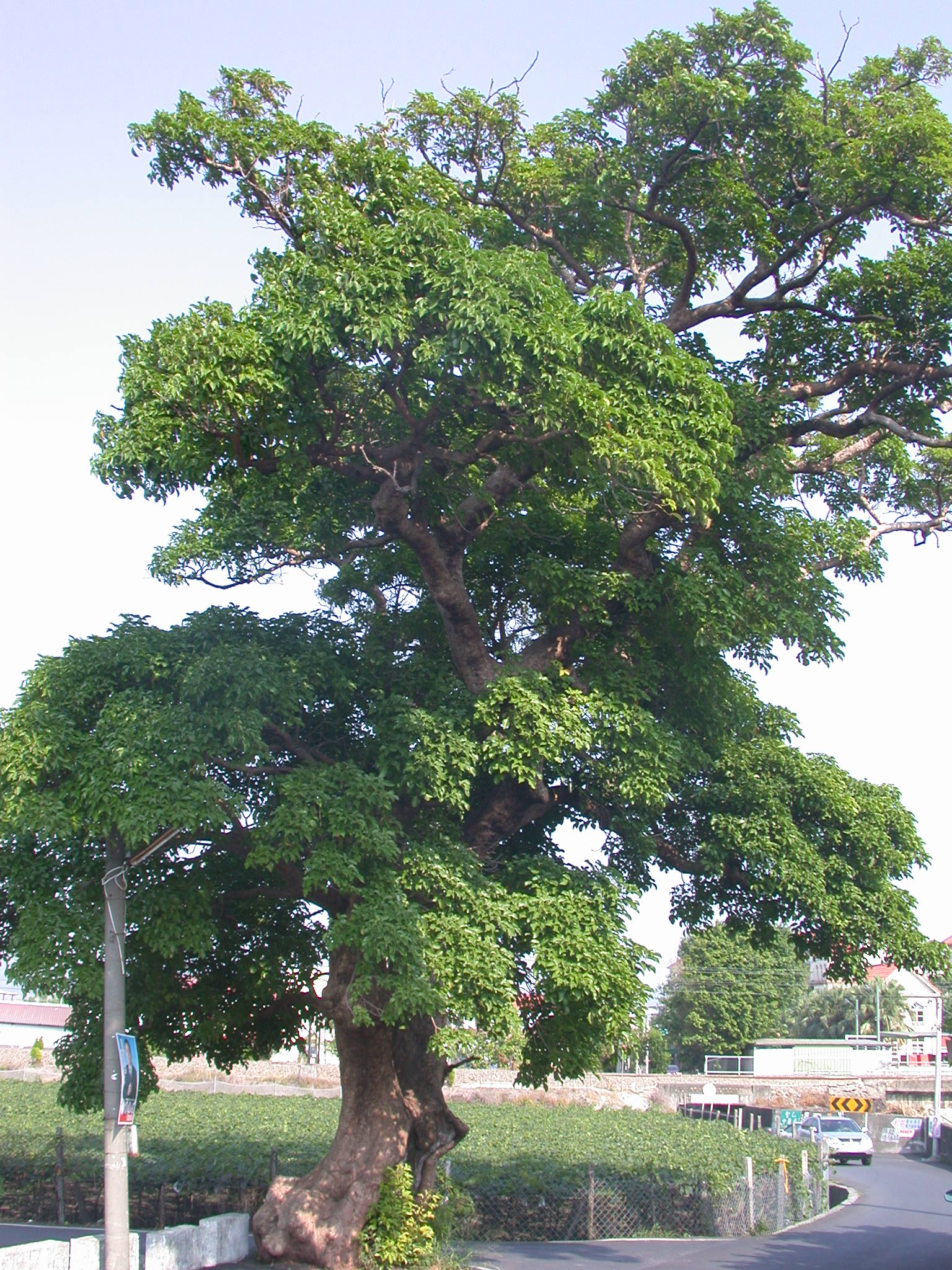
過溝村茄苳樹

- 加鍚村玄錫宮榕樹
- 田洋村福田宮榕樹
- 大崙村錫安祠榕樹
- 過溝村茄苳樹
- 大橋村茄苳樹[20]

## 特產

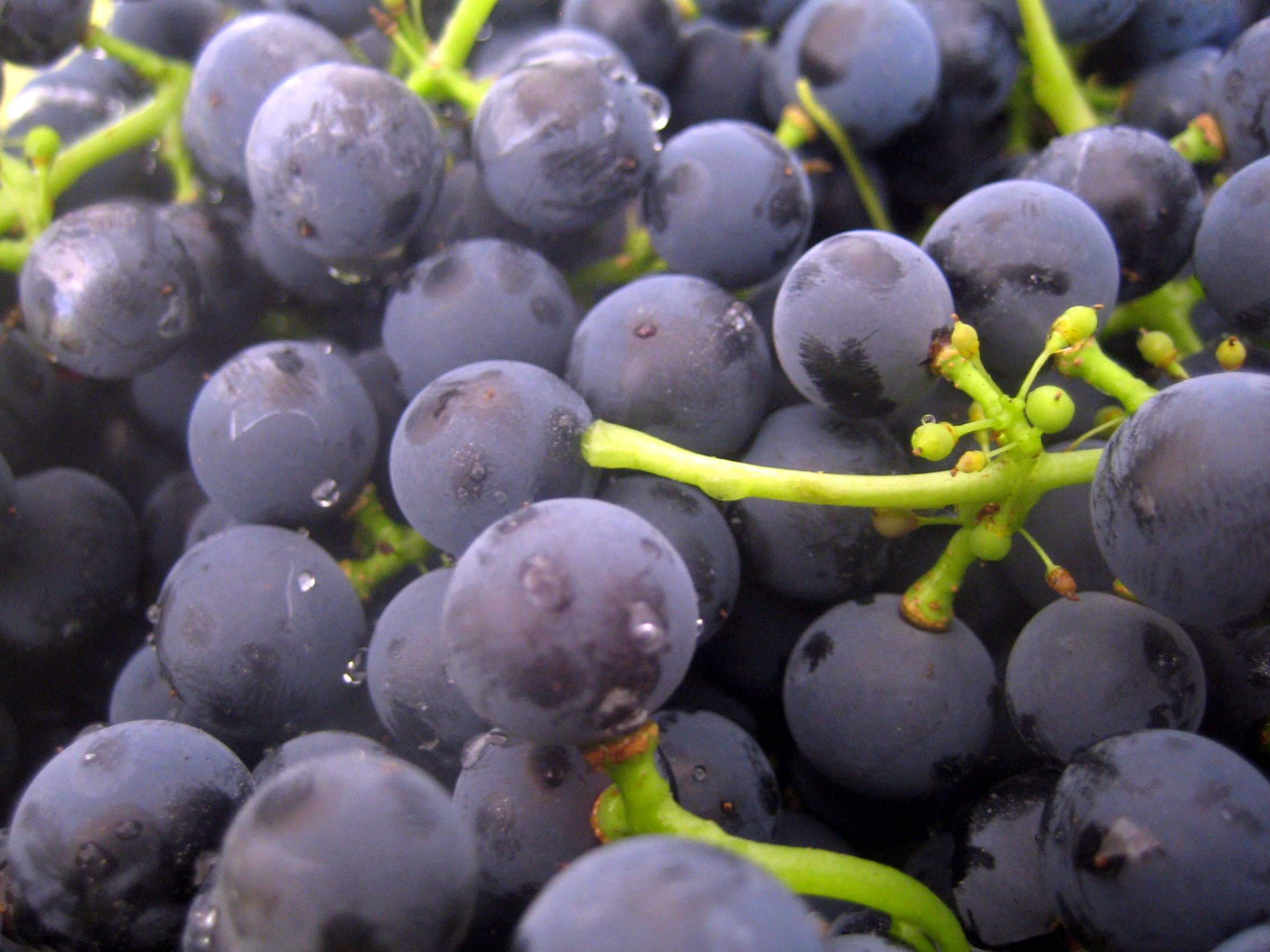
巨峰葡萄

- 巨峰葡萄：1964年彰化縣大村鄉過溝村農民賴炳芳引進巨峰葡桃落地生根後，在後來大村鄉就轉為「葡萄之鄉」。[21][22]
- 自行車：台灣五成外銷電動單車來自總部設在大村的美利達工業。[23]

## 外部連結
- 大村鄉公所（页面存档备份，存于）
- 大村鄉公所的Facebook專頁
- YouTube上的大村鄉公所頻道